# 新川 (千葉県)
新川（しんかわ）は、千葉県旭市・匝瑳市・香取郡東庄町を流れる二級河川。江戸時代初期の椿海干拓の際に湖水を抜くため掘られた人工河川である。刑部川（ぎょうぶがわ）とも呼ばれる。

## 地理

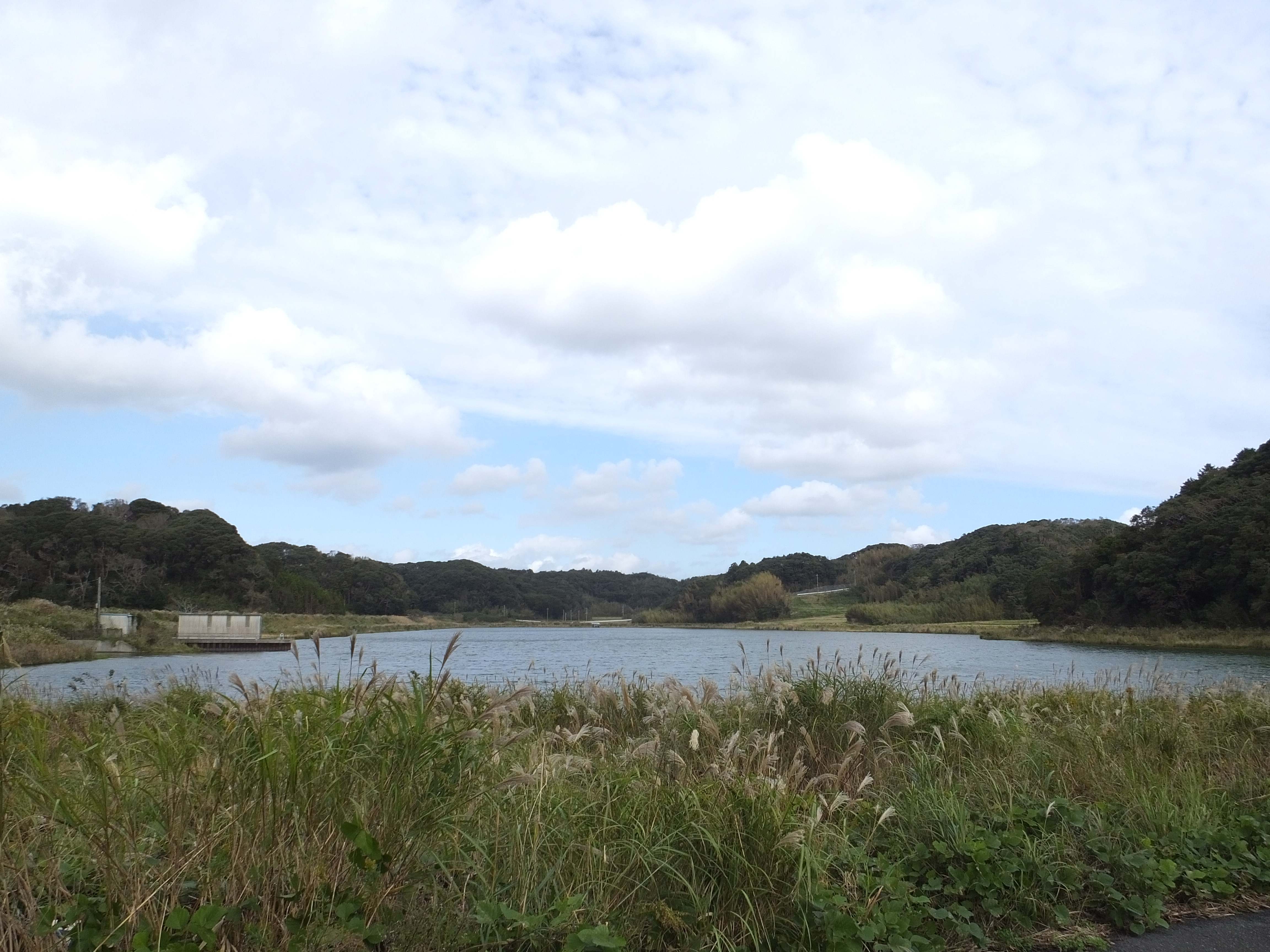
兼田貯水池

旭市桜井の飛び地に位置する兼田貯水池を水源とし南流する。この貯水池は大利根用水幹線水路を通じて黒部川貯水池より取水したものであり、本河川もまた利根川の水を流しているに等しい。東庄町を流れた後再び旭市との行政境となり、旭市萬歳付近より南西へカーブする。周囲は「干潟八万石」とも呼ばれる、江戸時代初期の椿海干拓によって生まれた水田地帯の中心部であり、灌漑のために掘られた複数の水路が並流している。旭市北東部からこれらの水路を集めた七間川が新町付近にて合流する。続けて鏑木川を合わせると南へ進み、鎌数付近の工業団地及び旭市街地を抜ける。途中には新川揚排水機場があり、強制排水や取水を通じて流域耕地の汎用化・水利用合理化のために利用される。また西岸には疏水工事・干拓事業の完成時に一帯の総鎮守として建立された鎌数伊勢大神宮がある。
下流部では、井戸野付近にて旭市中心部より流れてきた仁玉川を合わせ、やがて匝瑳市との行政境となる。匝瑳市河口手前では八日市場付近より流れてきた軽樋川を合わせ、九十九里浜より太平洋へ注ぐ。河口西側には野手浜海水浴場が広がる。全区間が千葉県管理の二級河川である。

## 治水

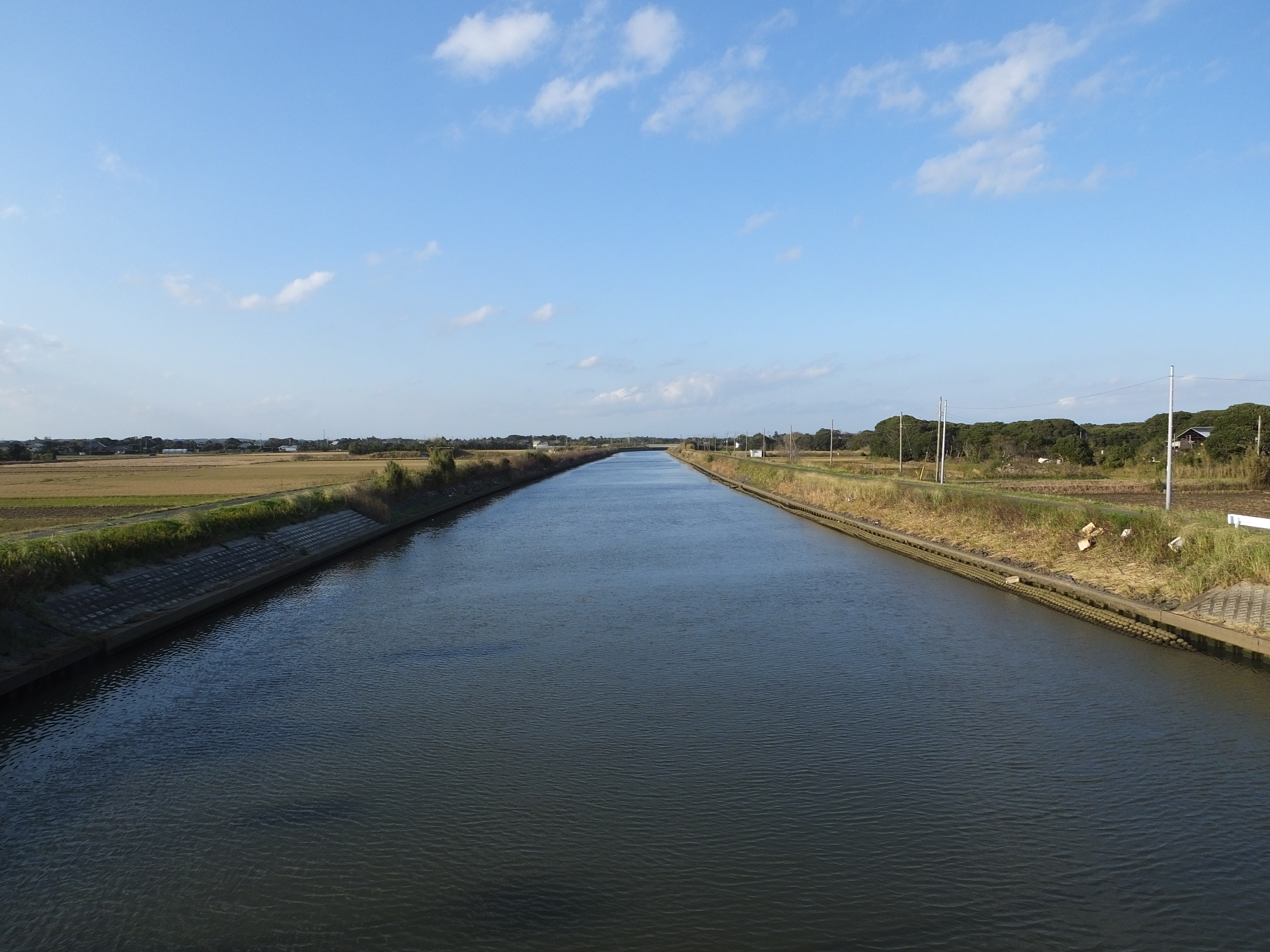
下流部（新浜大橋より上流方）

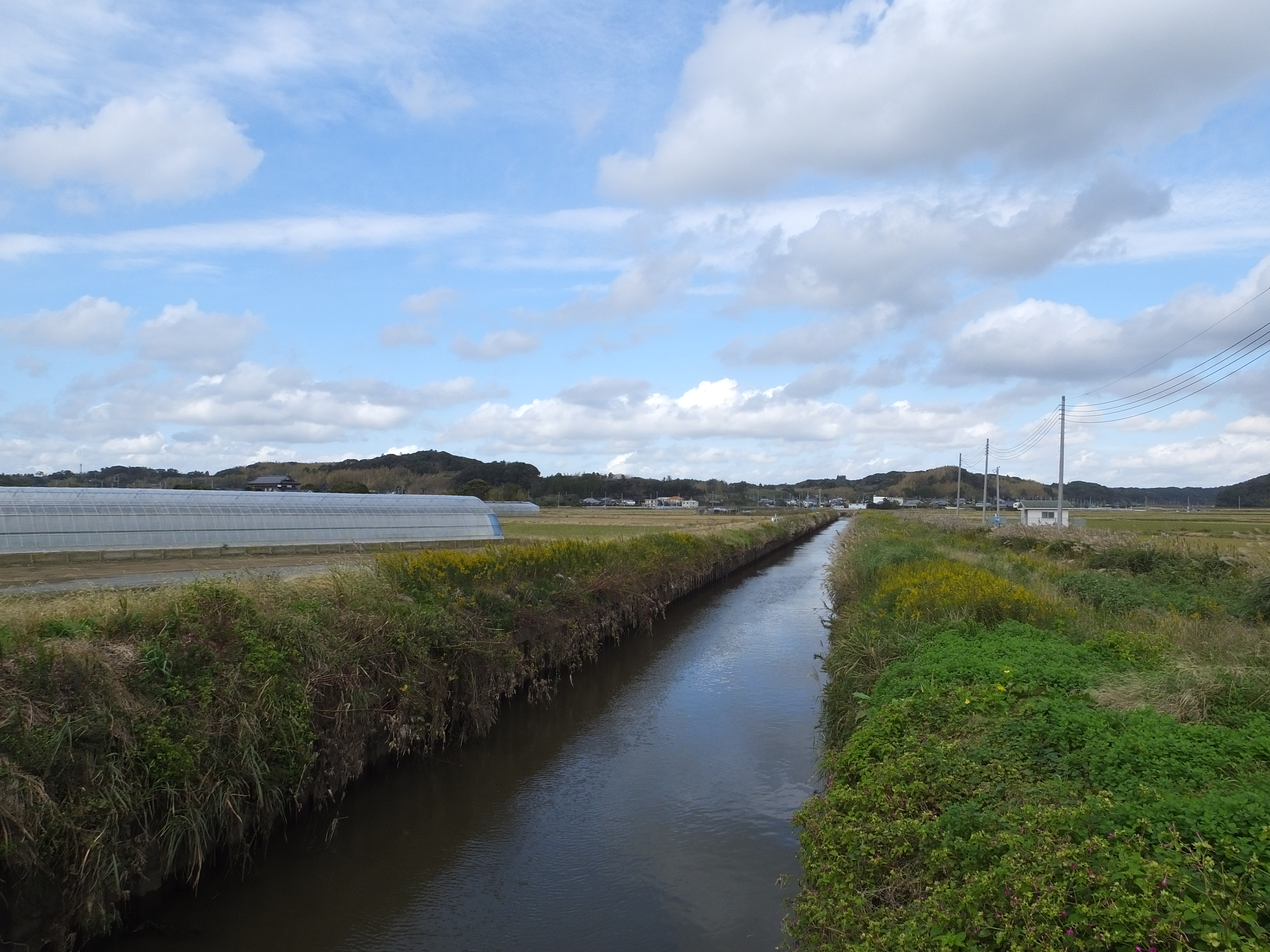
上流部（八重穂橋より上流方）

### 椿海干拓とその後
干拓事業の経緯については、椿海の項を参照。
江戸時代初期の人口増加に合わせ、新田開発の一環として椿海干拓がなされたが、湖水を抜くための水路の掘削方針について定まっていたわけではなかった。事業発起人の一人である白井治郎左衛門は当初、湖の東部から三川浦（九十九里浜の東端、現在の旭市三川）まで水路開削をしたが、海水が湖へ逆流する結果となってしまった。伝わるところによると、その後白井は自ら信仰していた伊勢神宮へ願い出て、湖の上で舟を浮かべ修祓を行い風の吹くままに放したところ、湖の南側にあたる鎌数の村落へ辿り着いた。これを「神のお告げ」として、鎌数から現在の吉崎浜に至るまでの流路が開削されたという。難工事の連続であったが、1670年（寛文10年）12月28日に開通すると翌年春までに椿海がたちまち干上がってゆき、干拓事業は成功を収めた。そしてこの舟の流れ着いた地に、1671年（寛文11年）に鎌数伊勢大神宮が建立された。
しかしながら、元来湖だった場所であるため標高が低く、また水源にも乏しいことから、流域の水田は豪雨による水害と日照りによる旱魃に悩まされることとなった。水はけを良くするため、干拓地内に複数の河川を掘り、周囲には惣堀と呼ばれる水路を巡らせ、溜池の整備も進めた。しかしながら広大な干拓地を満たすほどの用水は得られず、また干拓地周囲の高台に位置する水田は地下水が川へ抜けてしまうため、水位低下の問題も起こっていた。明治時代に入ると、地元選出の国会議員である鈴木儀左衛門や加瀬禧逸が新川の改修に尽力した。いずれも下流部で豪雨被害を受けやすい琴田地区・太田地区出身であった。特に鈴木は国会議員となる前に地租改正反対一揆に参加し、琴田地区の地価引下げを実現させた経歴もある。
1905年・1906年（明治38 - 39年）には新川流域で2年連続の水害が発生した。同じく琴田地区に流域最大の耕地を所有していた岩瀬為吉は二期連続で収穫が皆無の状態となり、翌年に千葉県知事へ新川改修を申し出たものの結実せず、実現のため1919年（大正8年）に千葉県議会議員となった。翌1920年（大正9年）に干潟水害予防組合を設立し、農林省の補助のもとで1923年（大正12年）より改修工事に着手することとなった。その過程で新川は河道拡幅の他、高地の地下水位低下を防ぐため3か所の堰（吉崎堰・駒込堰・干潟堰）が設置された。

### 大利根用水と新川
大利根用水も参照のこと。
新川改修工事が進む中、1924年（大正13年）6月下旬から8月上旬にかけて流域で旱魃が発生した。千葉県耕地課に勤め、新川改修事業に関与していた野口初太郎（銚子市出身）は、生まれ故郷を流れる利根川の豊富な水量に着想を得て、従来の溜池による旱魃対策を転換させ利根川より導水路の開削を提案。しかしながら、脆い岩盤層で構成された丘陵地帯を貫き、約5kmものトンネルを掘ることは技術的・資金的に困難なものとされ、地域住民への浸透には時間を要した。1933年（昭和8年）には再び九十九里平野一帯で記録的な大旱魃が発生すると、本事業は県営事業（県営大利根用水事業）として採択され1935年（昭和10年）に着工。1940年（昭和15年）には黒部川の笹川揚水機場から現在の水源である兼田までの区間が完成・通水し、同年に三度目の旱魃が発生したことで早速効果を発揮した。兼田より先の東西への地域内排水が完成するのは、戦中戦後の物資不足が影響したため1951年（昭和26年）になってからであった。
高度経済成長期に耕地整理が進められるようになると、昭和初期に整備された灌漑施設は老朽化により維持管理費が高騰した上、低地では排水障害を引き起こすようになった。そのため1970年（昭和45年）度より第二期事業として、大利根用水の全面改修が国営によって進められた（国営大利根用水水利事業）。その中で水源の兼田貯水池は満水面積8.9ha・有効貯水量48万㎥まで拡大された他、新川は近隣の普通河川とともに改修を受け、鎌数地区に新川揚排水機場が新設された。本事業は1992年（平成4年）度に完了。これにより新川は時間降雨量60mmの集中豪雨に耐えられる設計となり、事業費負担として地域農業者は約20年間にわたり10aあたり数千円を大利根・干潟両土地改良区へ支払った。
2014年（平成26年）度からは第三期事業が2023年（令和5年）度までの予定で実施されており、新川は流域にある3つの堰の改修及び周辺用水路の整備が進められている。

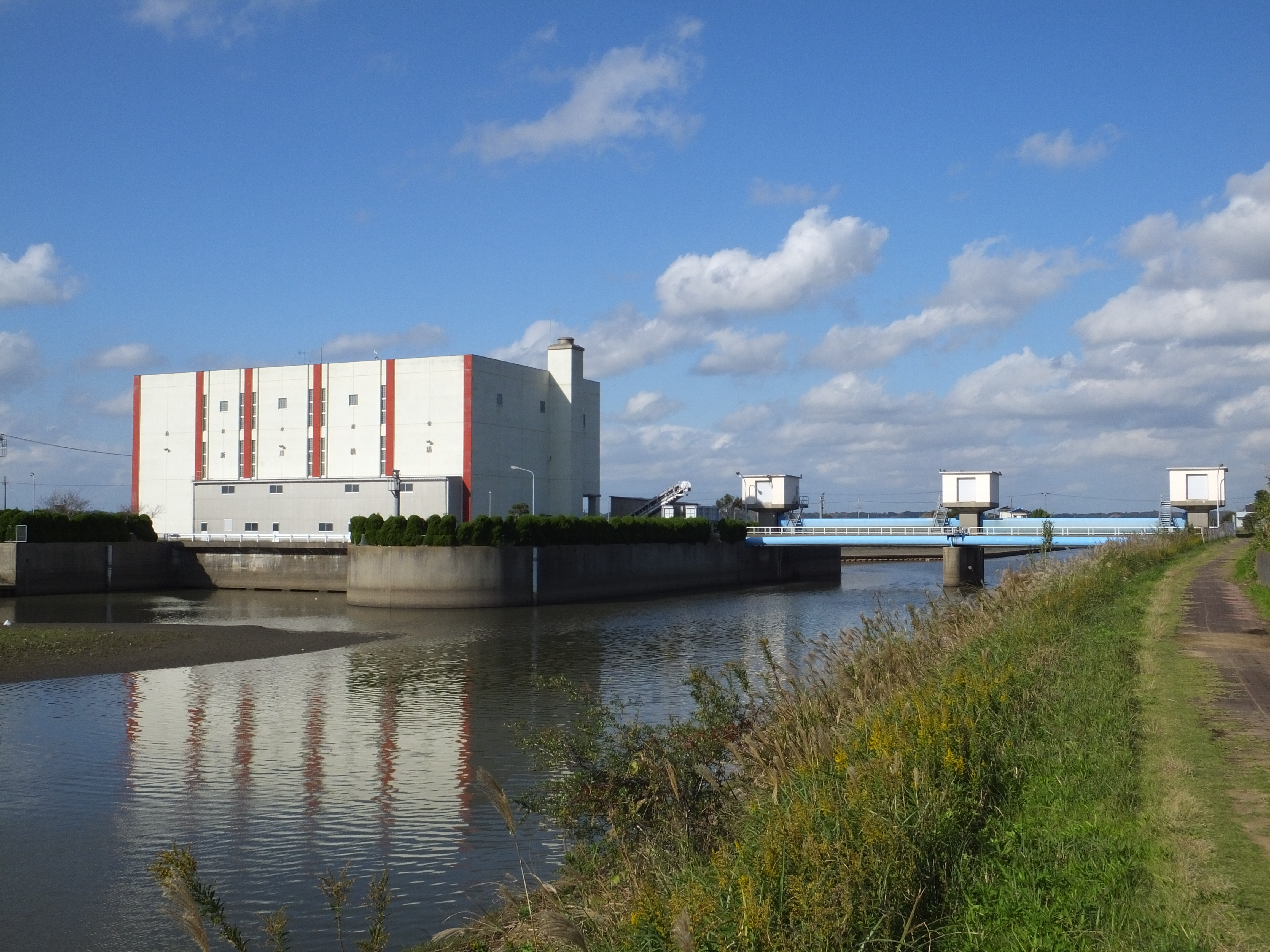
新川揚排水機場
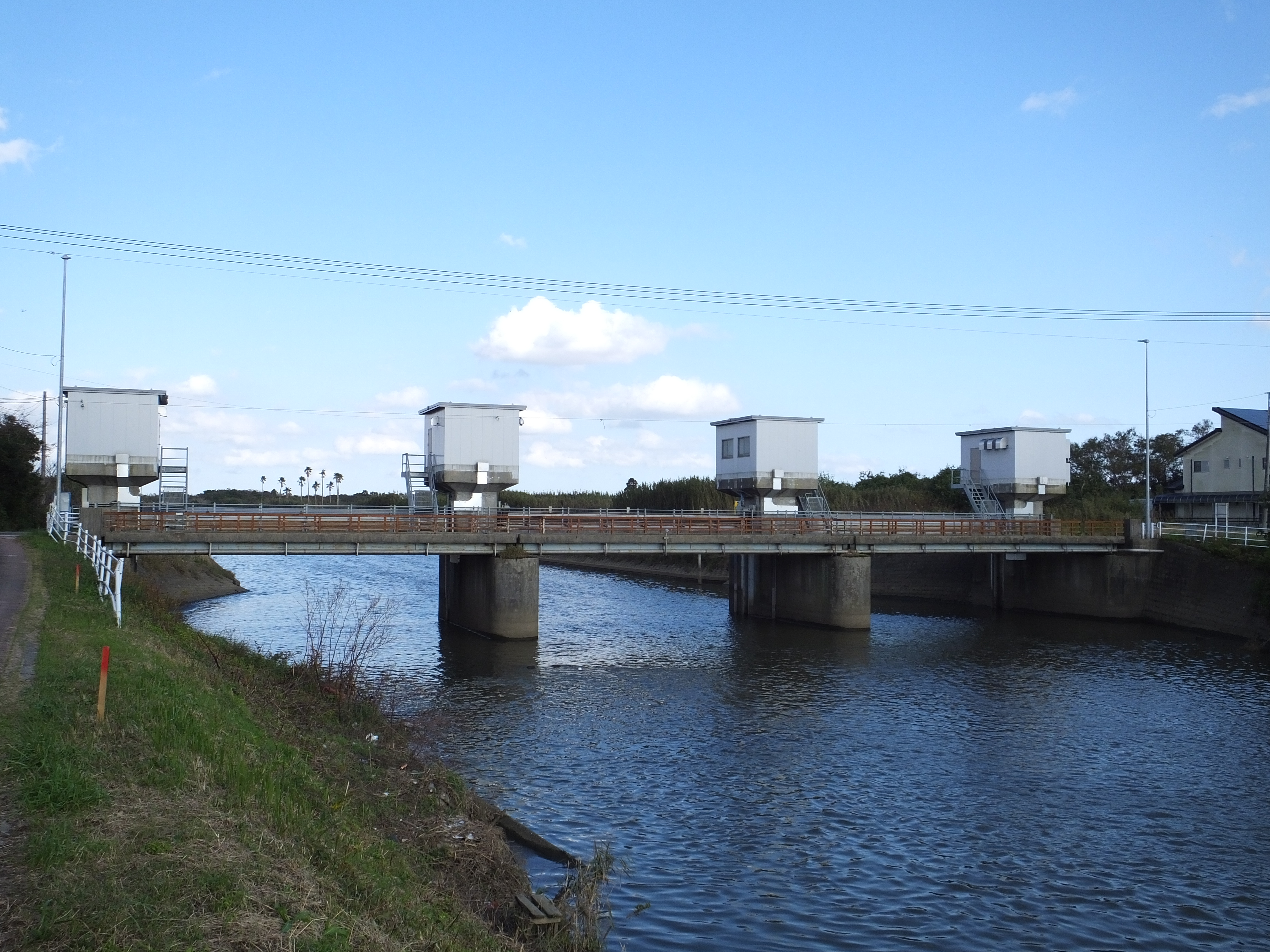
駒込堰
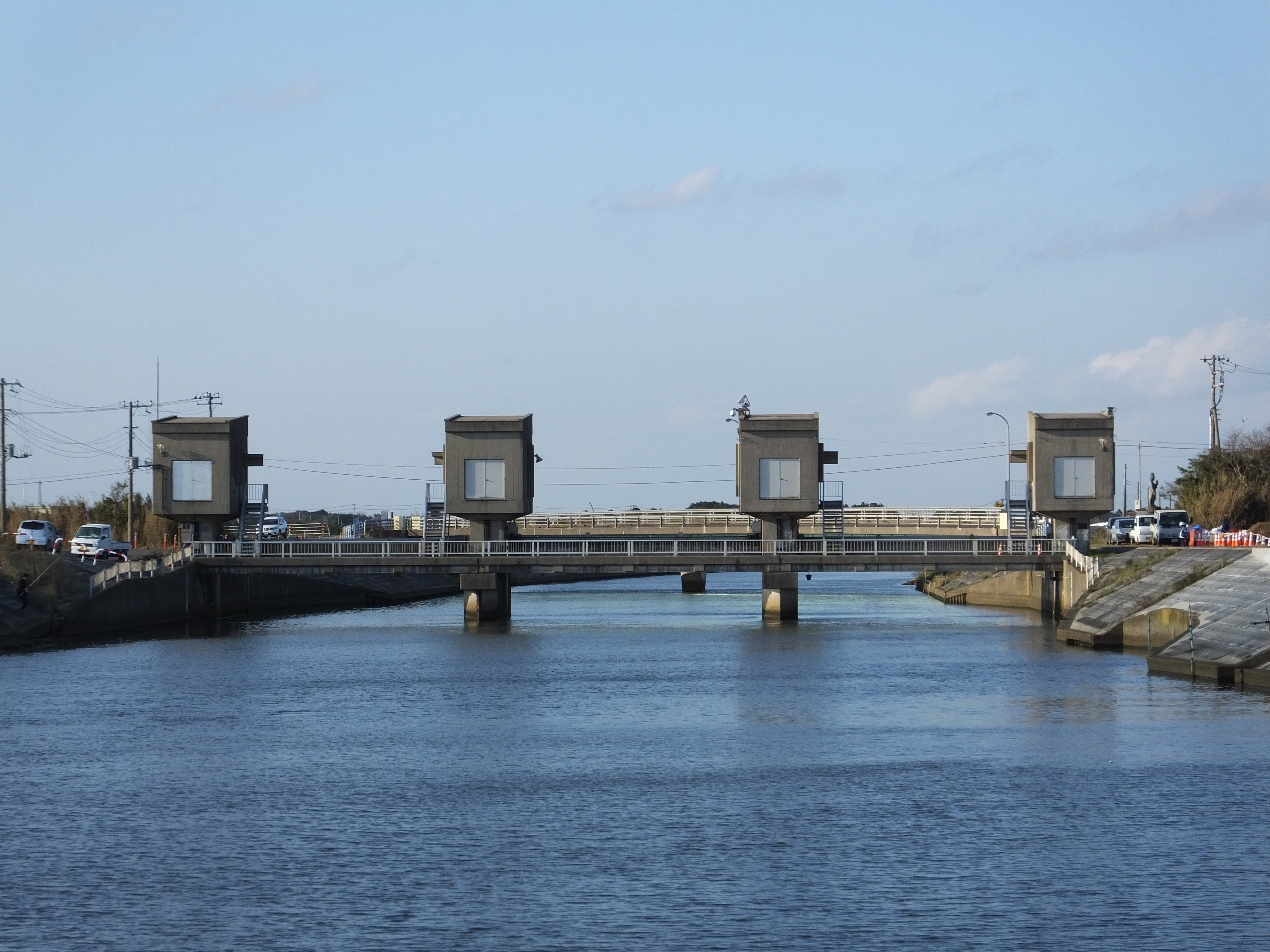
吉崎堰

## 支流
上流より記載
- 七間川 二級河川
  - 新七間川
- 庄兵衛川
- 鏑木川
- 秋田川
- 明治川
- 仁玉川
- 念仏川
- 軽樋川

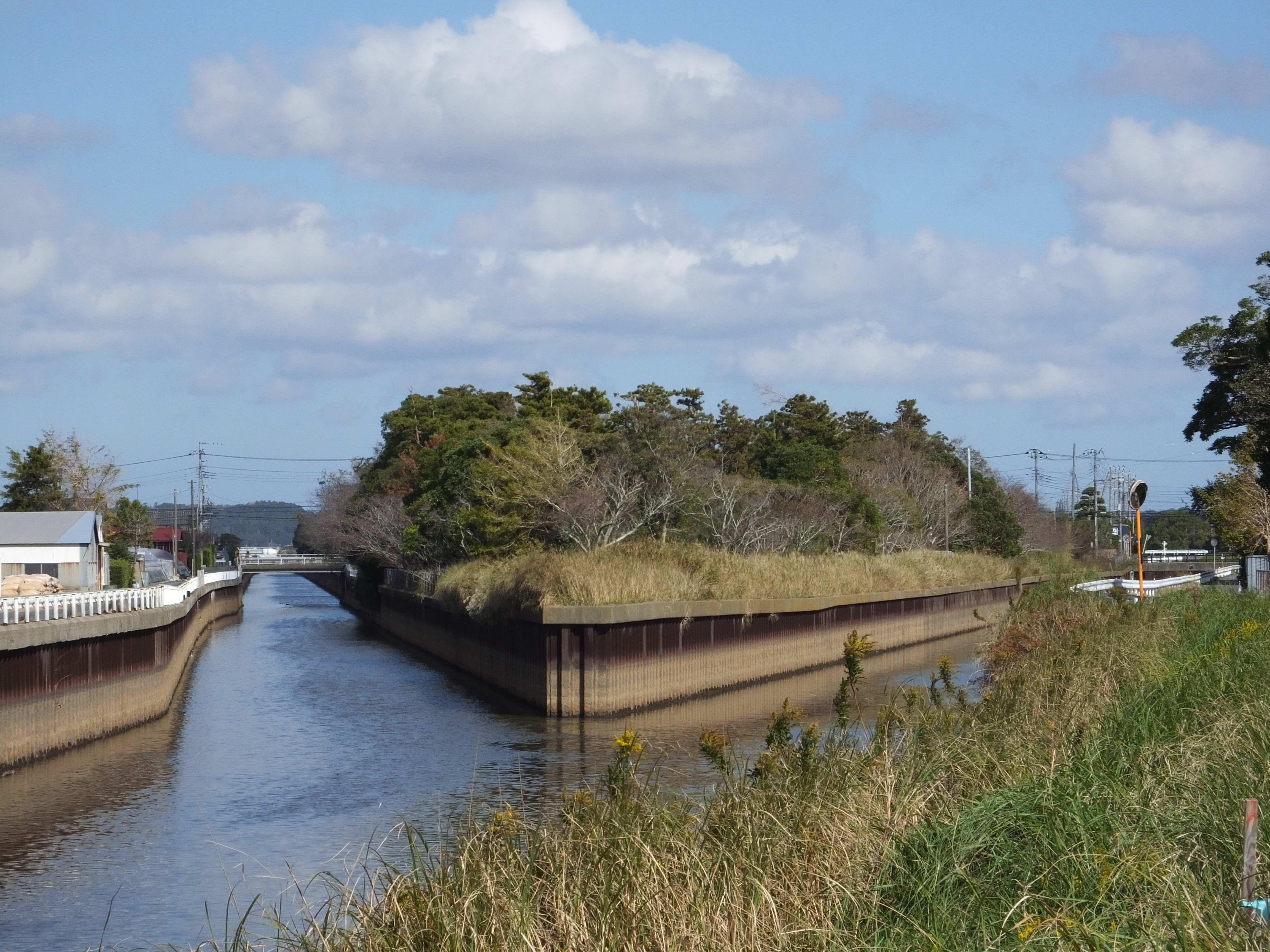
新川（左）に合流する七間川（右）
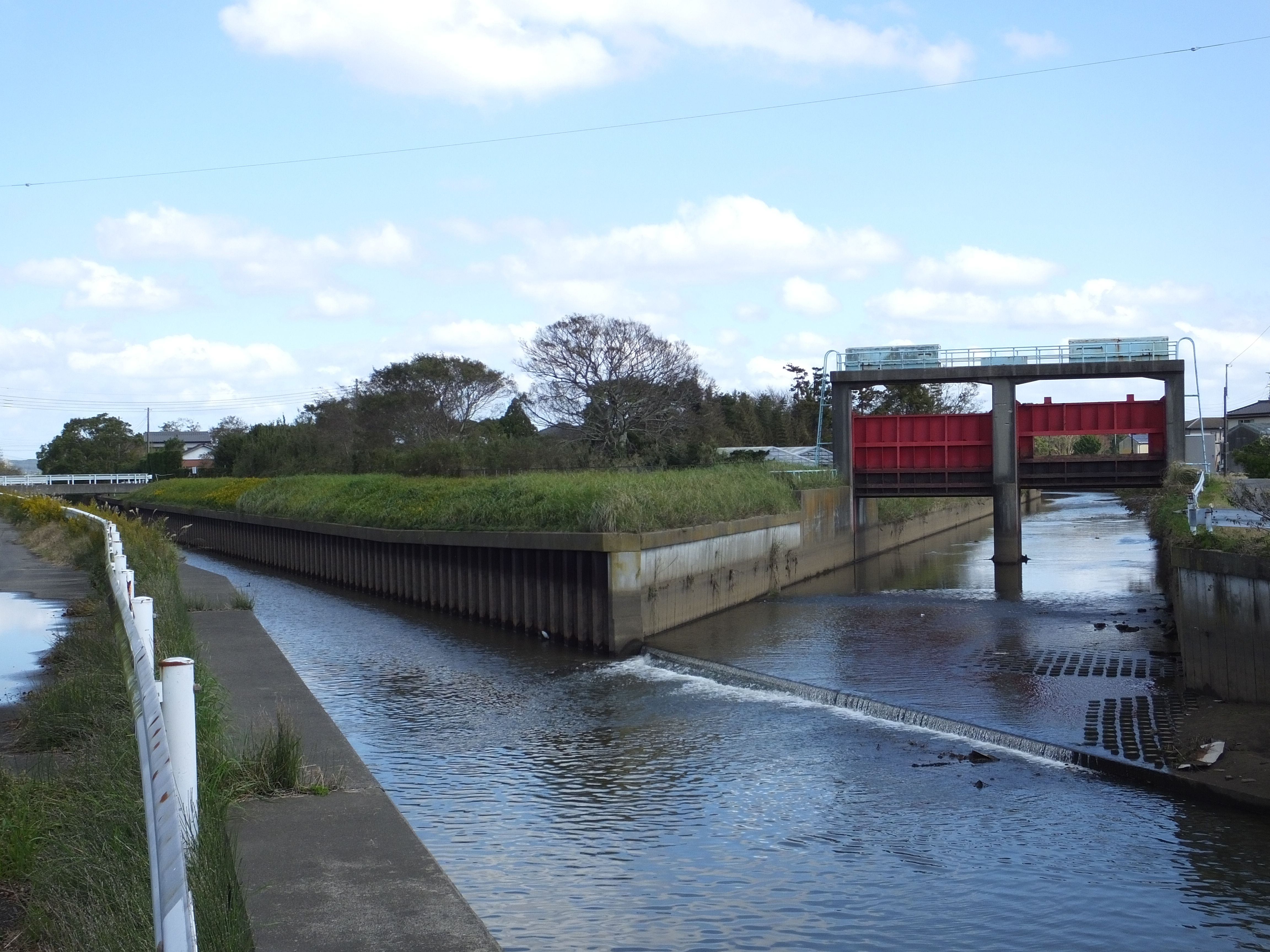
七間川（左）に合流する新七間川（右）
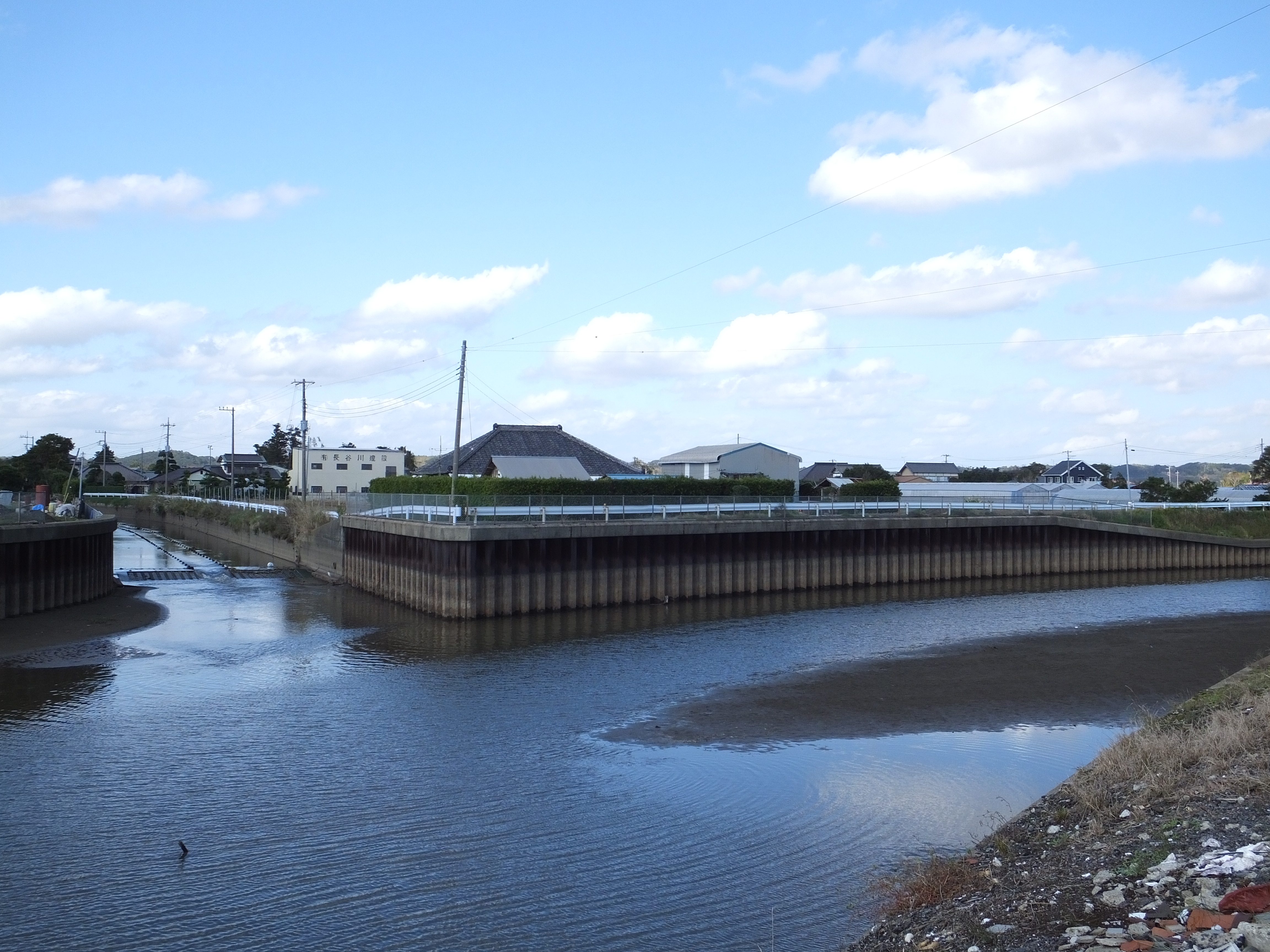
新川（右）に合流する鏑木川（左）

## 主な橋
上流より記載
- 新大久保橋
- 大久保橋
- 替地橋
- 八重穂橋
- 大堺橋 - 千葉県道74号多古笹本線
- 夏目橋
- 源助橋
- 萬歳橋
- 今郡橋
- 五條橋 - 千葉県道266号旭笹川線
- 柳辺橋
- 関戸橋
- 西琴田橋
- 入野橋
- 荒川橋
- 刑部橋 - 千葉県道28号旭小見川線
- ○○橋
- 谷丁場橋 - 東総広域農道
- 齢橋
- 代行橋
- 干潟大橋 - 国道126号
- JR総武本線橋梁
- 高野橋
- 新高野橋
- 才蔵橋
- 並木橋
- 下田橋
- 駒込橋
- 外城内橋 - 千葉県道122号飯岡片貝線
- 新浜大橋 - 千葉県道299号平和共興線
- 吉崎堰管理橋

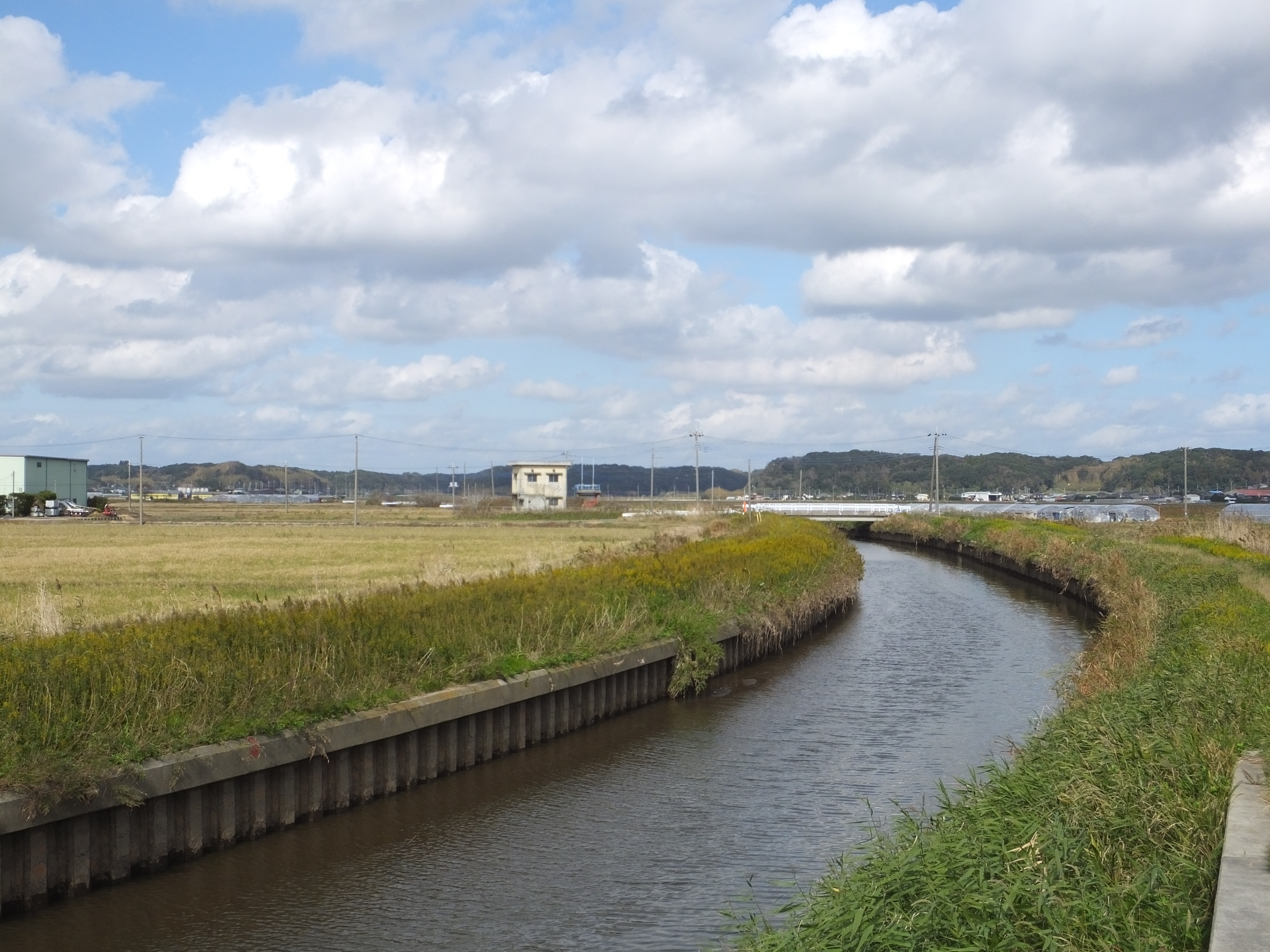
源助橋より上流方

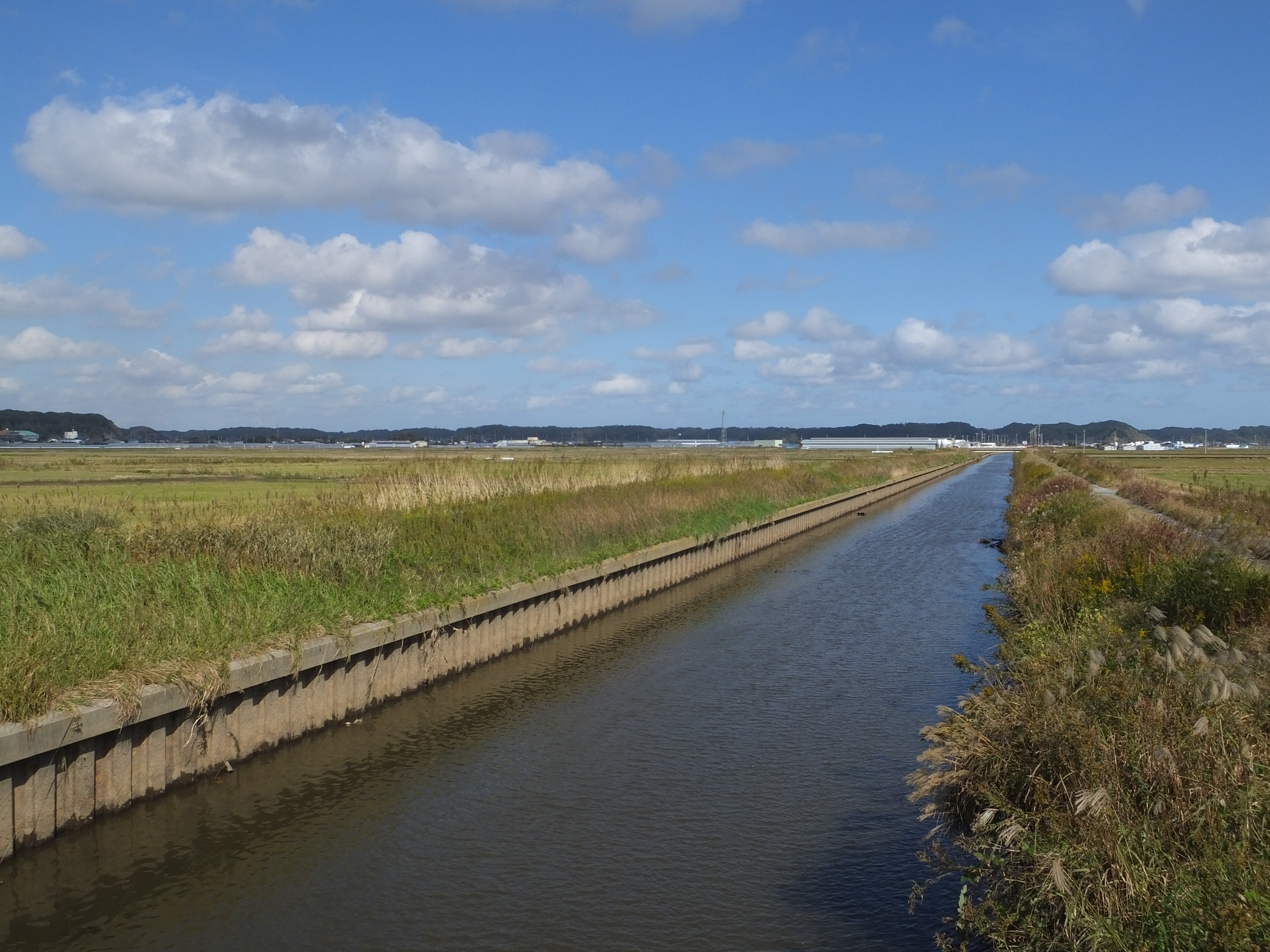
関戸橋より上流方

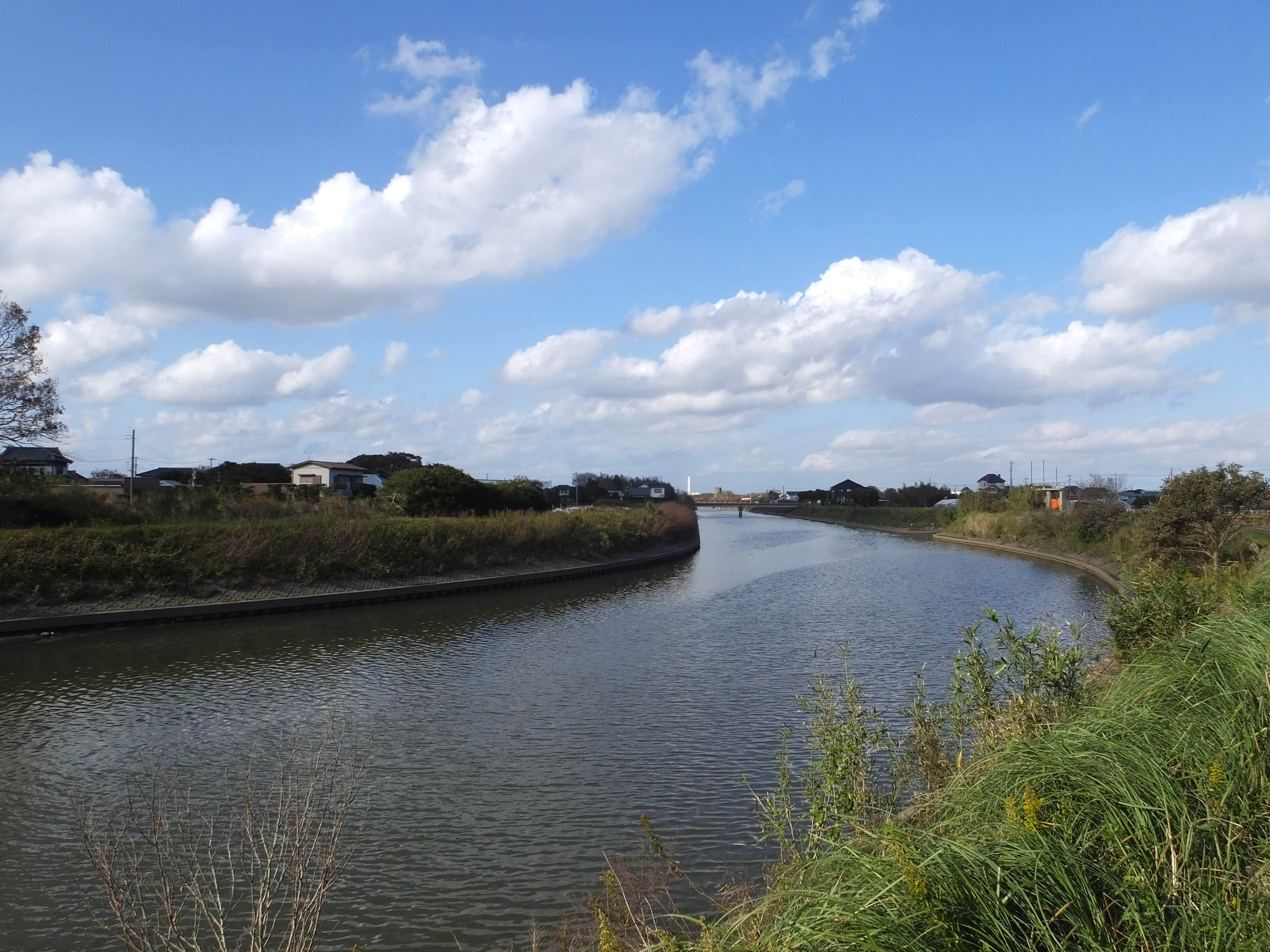
井戸野地区、仁玉川合流点付近

- 新川大橋 - 千葉県道30号飯岡一宮線（九十九里ビーチライン）

## 参考資料
- 大利根用水地区既国営事業（前歴事業）の概要 - 農林水産省関東農政局
- 白井義彦, 「潟湖干拓地の圃場整備 : 九十九里平野椿梅干拓地域」『地理科学』 1969年 11巻 p.4-16, doi:10.20630/chirikagaku.11.0_4